# Ongevlekt longkruid
Het ongevlekt longkruid (Pulmonaria obscura) is een soort uit de ruwbladigenfamilie (Boraginaceae). De soort komt voor in het zuiden van Scandinavië, Groot-Brittannië, Centraal-Europa en in Oost-Europa oostwaarts tot aan het Oeralgebergte. De soort is verspreidbladig en de bladeren zijn in tegenstelling tot het gevlekt longkruid (Pulmonaria officinalis) niet gevlekt. De bladeren zijn daarnaast ovaal. De plant is een voorjaarsbloeier die te zien is van maart tot mei en groeit tot een hoogte van 10–30 cm.

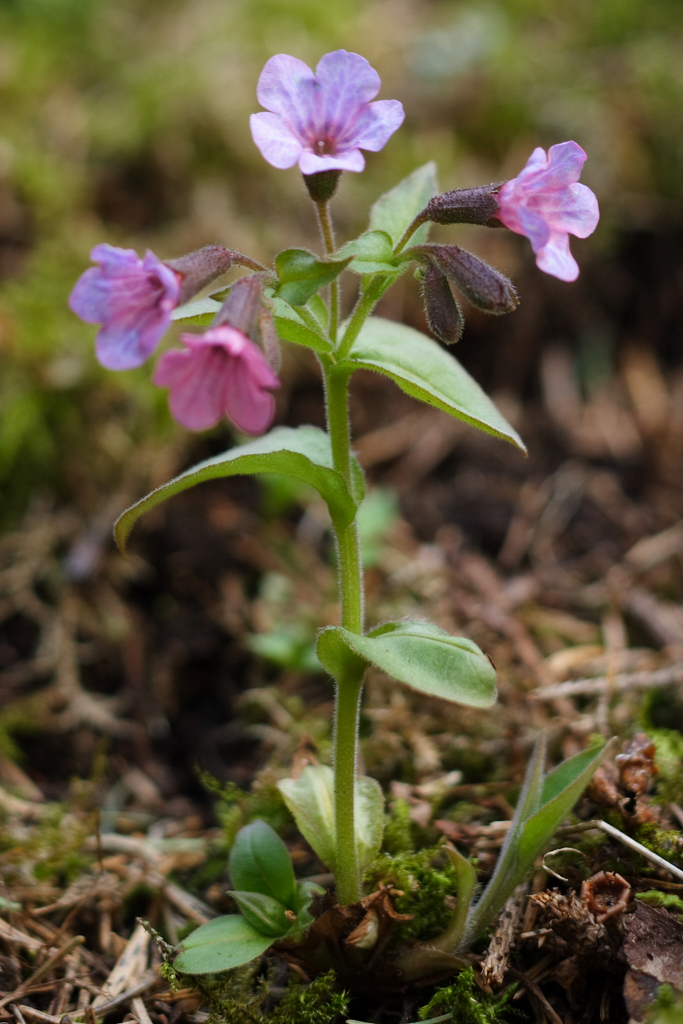

... · 
P. filarszkyana · 
P. mollis · 
P. montana (Smal longkruid) · 
P. obscura (Ongevlekt longkruid) · 
P. officinalis (Gevlekt longkruid) · 
P. saccharata (Italiaans longkruid) · 
...